# Мавковичі
Ма́вковичі — село в Україні, Львівському районі Львівської області. Населення становить 1189 осіб. Орган місцевого самоврядування — Городоцька міська рада.

## Населення
Станом на 1 січня 2012 року у селі проживав 1191 житель у 308 дворах. Кількість населення постійно змінюється. В порівнянні з 1990 року по 2000 рік народжуваність зменшилась вдвічі (1990 р. — 22 чол., 2000 р. — 10 чол.). Мавковичі відносились до Керницької сільської ради, до неї входили: с. Керниця — 1154 жит.,с. Мавковичі — 1191, с. Артищів — 360, с. Велика Калинка — 235, с. Любовичі — 70.
В число населення Мавкович входять 3 іноземці, а саме 1 росіянин та 2 грузини. Найстарші жителі села — Фостяк Софія — 1919 р. н. та Марутяк Ганна — 1922 р. н. Найбільш домінуючими прізвищами у селі є: «Фостяк» (123 ос.), «Михайляк» (88 ос.), «Жук» (41 ос.), «Марутяк» (39 ос.). У 2011 році народилося 14 дітей, а померло — 15 осіб.

## Походження назви
Назва пішла від слова «мавки», міфічні створіння, які колись жили на території села. Перша згадка про село датується 1467 роком. Розташування економічно вигідне, посередині між трасами на Самбір та Шегині.

## Історія заселення села
Ранні письмові згадки про нього, які дійшли до нас, відносяться до 1408 року, коли 28 листопада король Ягайло надав війтівство в Мавковичах та Черлянах городоцькому міщанинові Матерні і надав тим селам магдебурзьке (німецьке) право. Хоча зараз офіційно вживаються назва Мавковичі, хочу наголосити, то у всіх історичних джерелах село відоме як Малковичі. В основі цієї назви лежить давньоруське власне ім'я Мал, що означало «малий» (згадаймо відомого древлянського князя Мала, знищеного за наказом київської княгині Ольги). Історики вважають, що назви населених пунктів із закінченням на —"ичі" є одним із найдавніших в Україні виникли не пізніше VII ст. Це патронімічні родові назви.
На початку 1463 року король Казимир Ягеллончик надав село львівському збирачу мита, генуезцю Криштофу де Санкто Ромуло. До того Малковичі були в посесії якогось Слабося. В 1492 році Казимир Ягеллончик надав ті землі села, що прилягали до ставів. Станіславу Вілчкові з Любеня. В 1529 році село отримав у посесію (тимчасове держання) Ян Вілчек та його нащадки, вигравши в суді суперечку із Станіславом з Ходча. Але вже в 1533 році Ян Вілчек відрікся від війтівства в Малковичах та Черлянах на користь короля Зигмунда І.
Люстрація 1565 року зафіксувала, що в селі проживали 22 кметі. які обробляли 11 ланів землі. Крім того, було в селі ще й якесь громадське поле та пустуючі поля. Від лану землі селяни платили державі такі податки: 18 грошей чиншу, 4 корці вівса, 2 каплунів. Ціла громада давала 15 грошей насічного (замість бджоляної десятини). Священик від церкви платив 2 золотих, корчмар від корчми-10 зол. (1 зол.- 30 грошей). Сума всього річного податку з села становила 40 золотих. Люстрація 1570 року засвідчила, що в Малковичах крім 22 кметів появився ще 1 загородник, Згідно люстрації 1627 року в селі проживали 23 кметі та 3 вибранці на півланових ділянках землі. Вибранцями (або інакше гайдуками) називали селян, які не відробляли жодних повинностей, але повинні були брати участь в походах королівської армії. Прибуток від корчми обчислювався на 34 зол. на рік.
Перша половина XVII ст. надзвичайно важка для Галичини, бо на неї здійснювались часті татарські напади на цей час. В 1629 році, під час одного з нападів, татари зруйнували замок, що стояв на східній околиці села на мочарах і був оточений ровами. По ровах протікала вода з річки Верещиці. Цей замок нібито був збудований панами Гуменецькими. Перед здобуттям замку татари засипали в деяких місцях рови і спустили в них воду. Фундаменти замку були видні ще в XIX ст. Очевидно, що було знищене й село. Про давні часи татарських нападів свідчить і сільський переказ про походження жителів Малкович від шлюбу єдиного вцілілого жителя на прізвисько Муха і татарки, яку нібито ординці залишили вагітною в знищеному селі. Звичайно, це тільки красива легенда, бо татари жінок в походи не брали. Але зате дуже ймовірно, що польські пани оселювали в спустілому селі татарських бранців і змушували їх піднімати зруйноване господарство. Не виключено, що таке заселення могло пройти і раніше — в XIV—XV ст. Малковичі далеко не єдине село на Львівщині, у якому населення зберігає деякі риси степових народів.
Історичних відомостей про XVI—XVII століття дуже мало. У 1803 році в Галичині була люта зима, у Львівському окрузі замерзли 32 особи. А 1806 рік був голодним. Суворою була також зима 1844—1845 років, місцеві селяни були змушені йти у поміщицькі ліси, красти дрова для опалення своїх осель.
Важким видався на Львівщині і 1847 рік. Люди голодували на переднівку (не могли дочекатися хліба з нового врожаю). Консисторія через священиків у червні 1847 року наказала поширити поміж селянами рецепт використання коренів пирію. 2 березня 1849 року син Петра Колховського Зигмунд отримав понад 400 моргів черлянського ставу з двома луками біля нього, що тягнулися аж до Мавкович, фабрикою паперу та половиною лісів (49 моргів).
У 1857 році о. Віктор Дольницький з Мавкович мав у своїй парафії 328 вірних греко-католиків Черлян. Події першої Світової війни у цих околицях висвітлені слабо. Чумало Михайло в 1880 році був писарем австрійського війська (на той час був найграмотнішою людиною в селі).
У 1940 та 1951 роках жителів села (в основному молодь) масово вивозили на Сибір.
В селі знаходиться церква Різдва Пресвятої Богородиці, юрисдикція: Львівська митрополія, Стрийська єпархія, Городоцький деканат УГКЦ.

## Звичаї та традиції
В селі добре збережені звичаї та традиції українського народу: коляда, вертеп, гаївки, вечорниці.
Проводяться всілякі культурні мистецькі заходи. Створений пречудовий хор і самодіяльний колектив «Краяни».
В Мавковичах існував древній звичай: на весіллях дружки роздавали «цілушки» (хліб, випечений власноруч), та існувала така приповідка: «Беріть цілушку, щоб йшла я ще раз за дружку». Дружба, у свою чергу, повинен був мати «обарінок» (плетений випечений калач), що символізував можливість хлопця ще раз бути дружбою.

Вже десятиліттями мешканці села займаються постановкою вистав. Драматичний колектив села їздив по сусідніх селах та містах з виставами видатних драматургів.

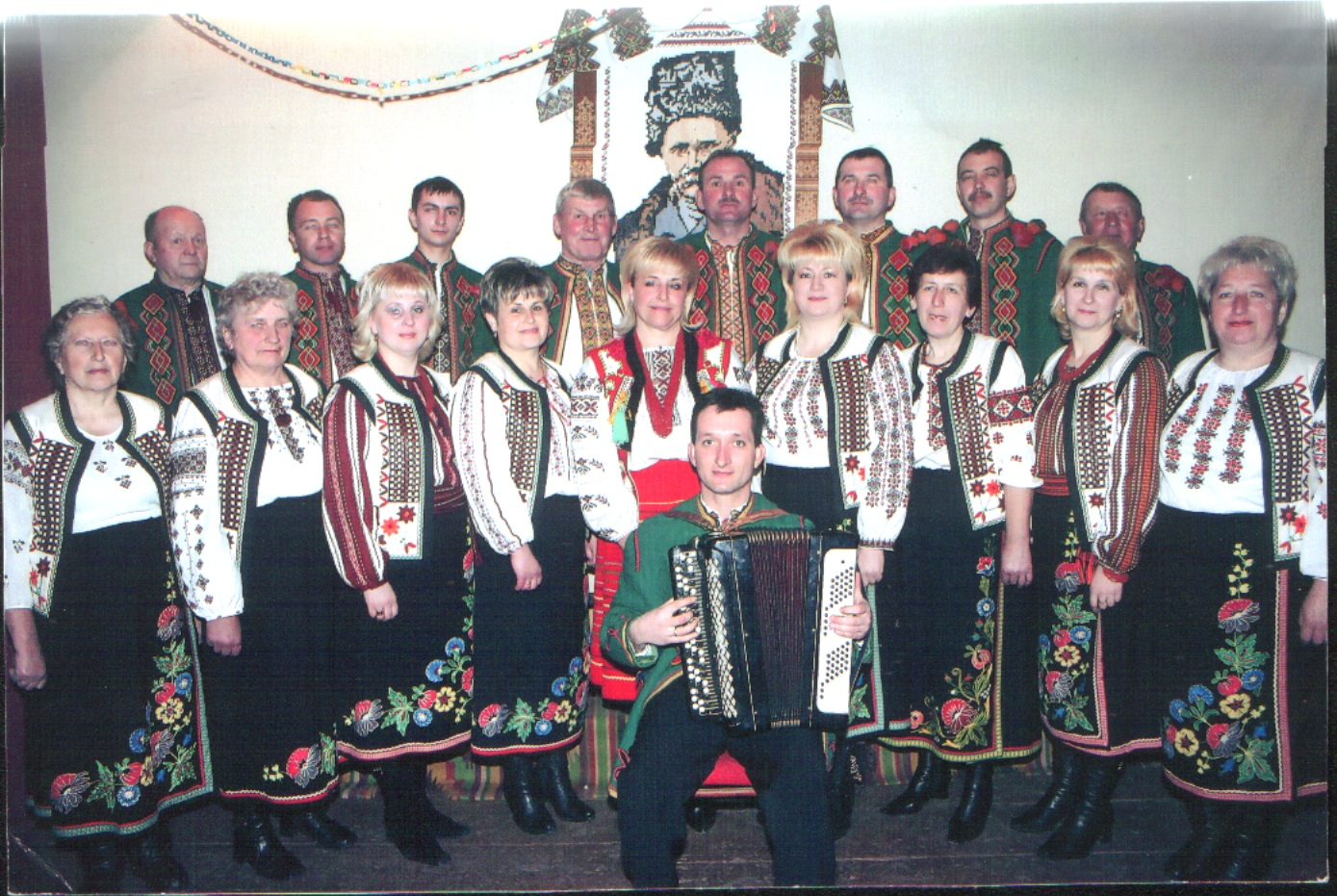
"Краяни"

## Футбольний клуб «Верес» Мавковичі
У 1957 році була створена перша футбольна команда, її засновниками були: Фостяк Володимир Григорович та Фостяк Степан Степанович (назва команди «Мавковичі»). Одні з перших футболістів: Телюк М., Дачишин І., Шандра Я., Смілка В., Михайляк Г., Шепітка М. Пізніше назва змінилася команди на «Гірник» (1978), капітаном котрої був Фостяк Теодозій, і в 1997 року команда отримує назву «Верес», капітан команди Михайляк Ігор (тепер тренер молодих спортовців). Перший стадіон був біля озера, у центрі села, другий стадіон — 700 м від першого, третій — біля сільського клубу, четвертий — на межі зі с. Черляни. Неодноразово футболісти «Вересу» отримували нагороди, зокрема 2000, 2002 рр. — кубки району.
Команда неодноразово завойовувала трофеї. Ігри проходили на стадіоні в кінці села. Серед відомих футболістів - Лапко Микола Романович, Білий Іван Іванович та інші.

## Народились
- Хома Іван (псевда: «Богдан», «Ігор», «Кардаш», «Орест», «415»; 21 грудня 1920 — 27 червня 1975, Нью-Йорк, штат Нью-Йорк, США) — референт СБ Самбірського районного проводу ОУН (02.1945-1948), керівник кур'єрської групи ЗП УГВР, член ОКВ УПА США і Канади, голова Станиці Вояків УПА у Нью-Йорку, голова контрольної комісії ГУ ОКВ УПА, заступник Голови, Голова ОКВ УПА (09.1970-1972), заступник Голови ВК «Літопису УПА» (1973-06.1975). Поручник СБ (?); двічі відзначений Золотим хрестом бойової заслуги 1-го класу (20.07.1950, 20.10.1951)[3].

## Галерея

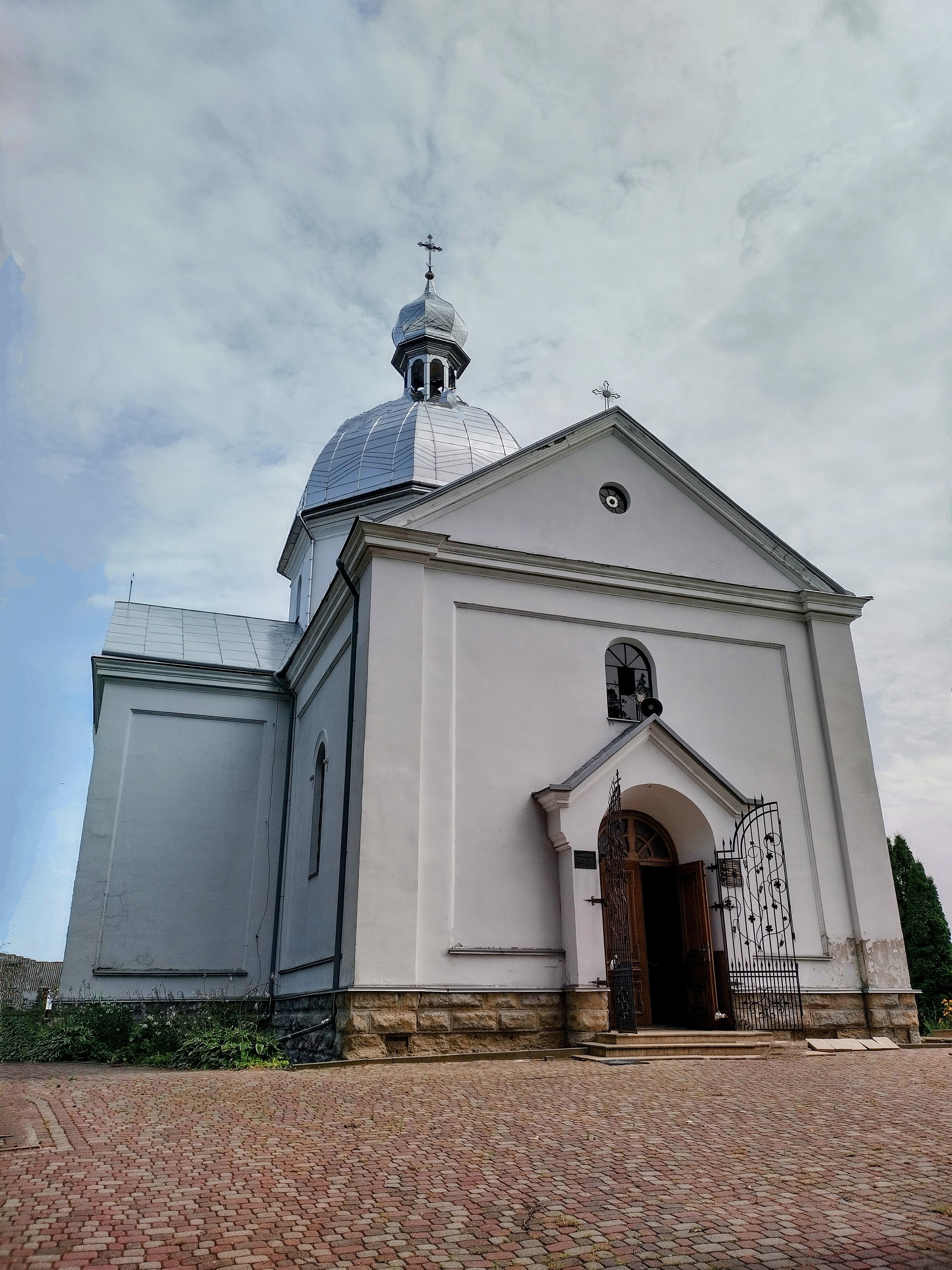
Портал церкви Різдва Пресвятої Богородиці
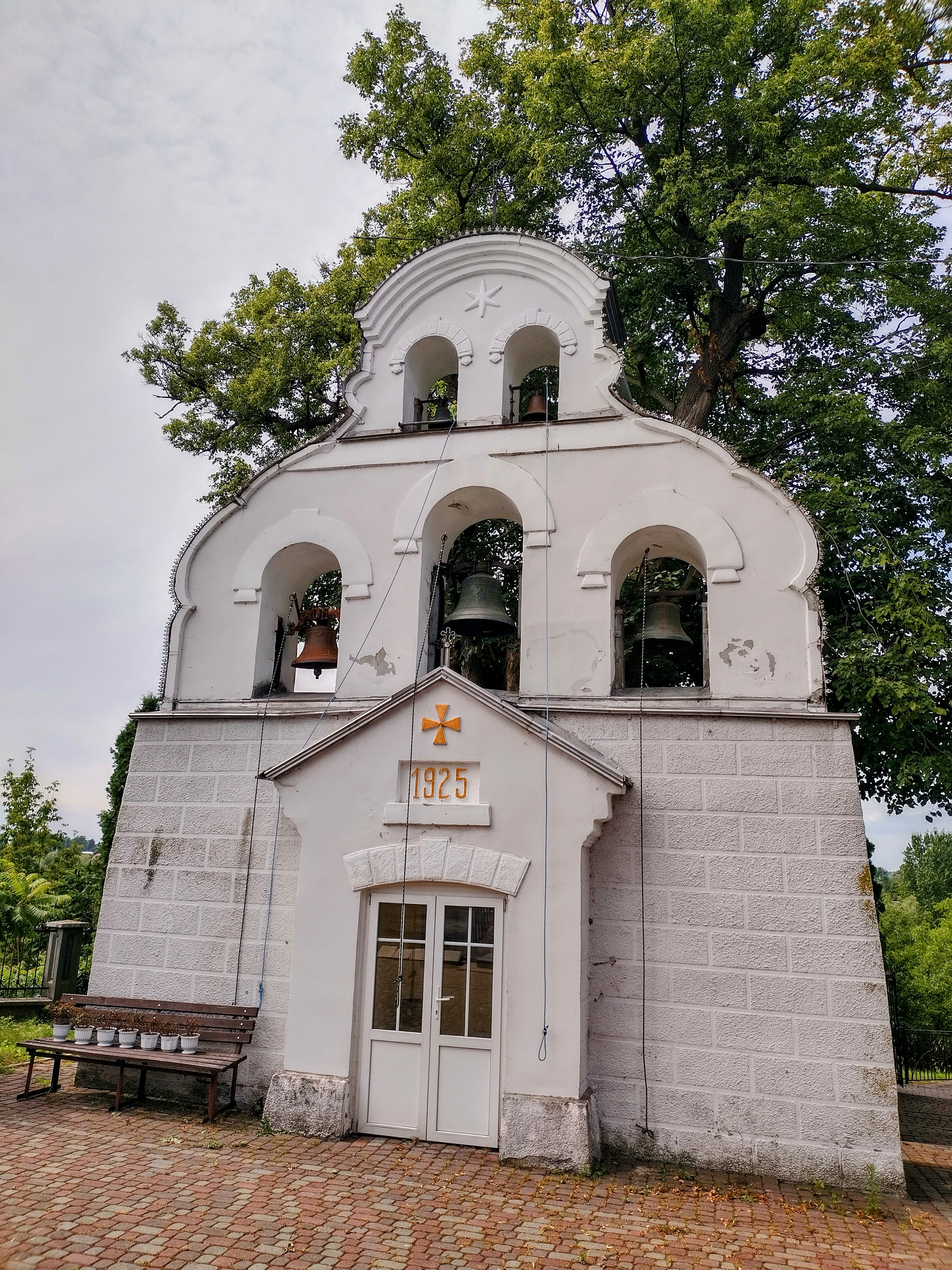
Дзвіниця церкви (1925 р.)
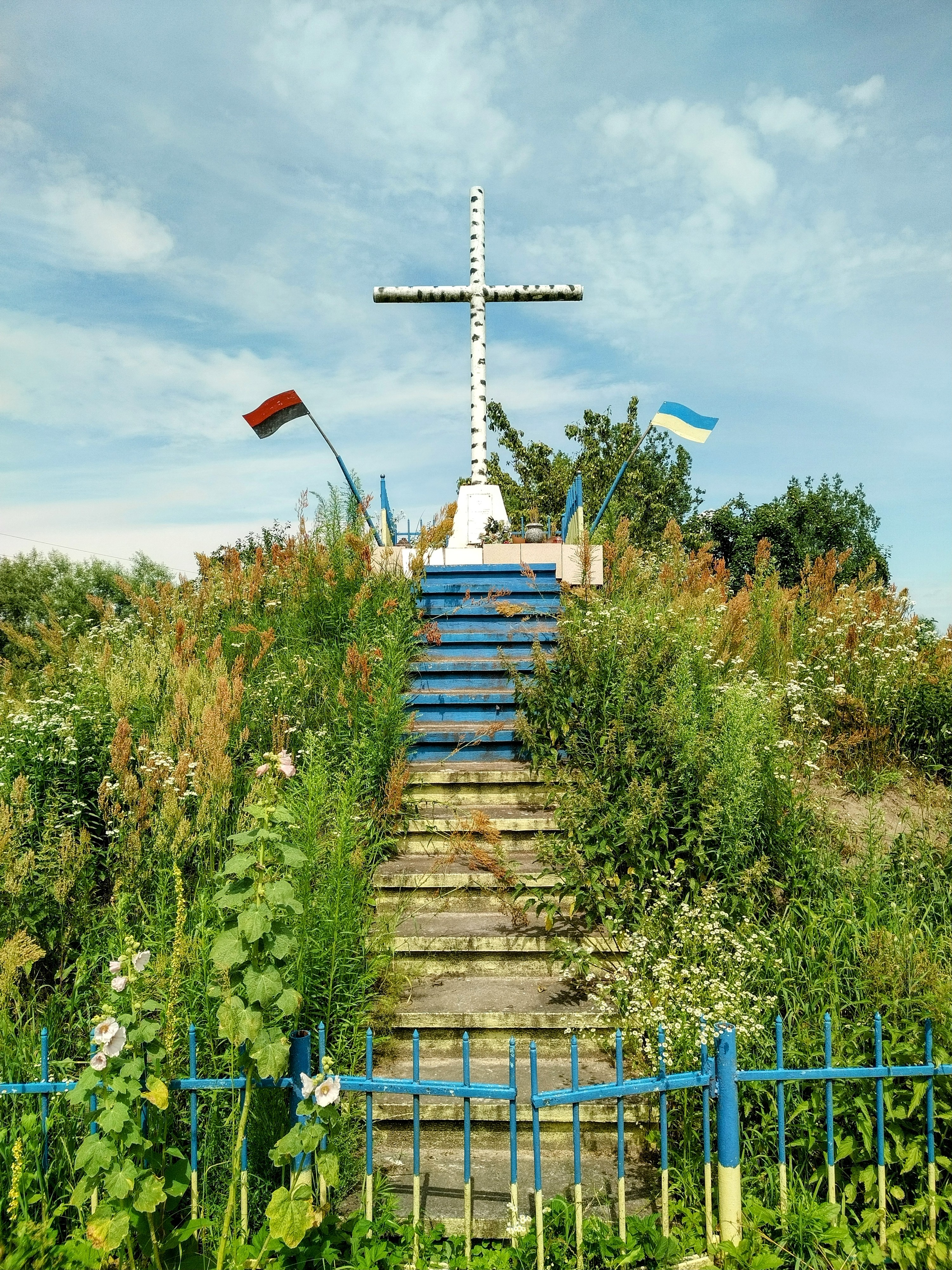
Меморіал "Борцям за волю України"
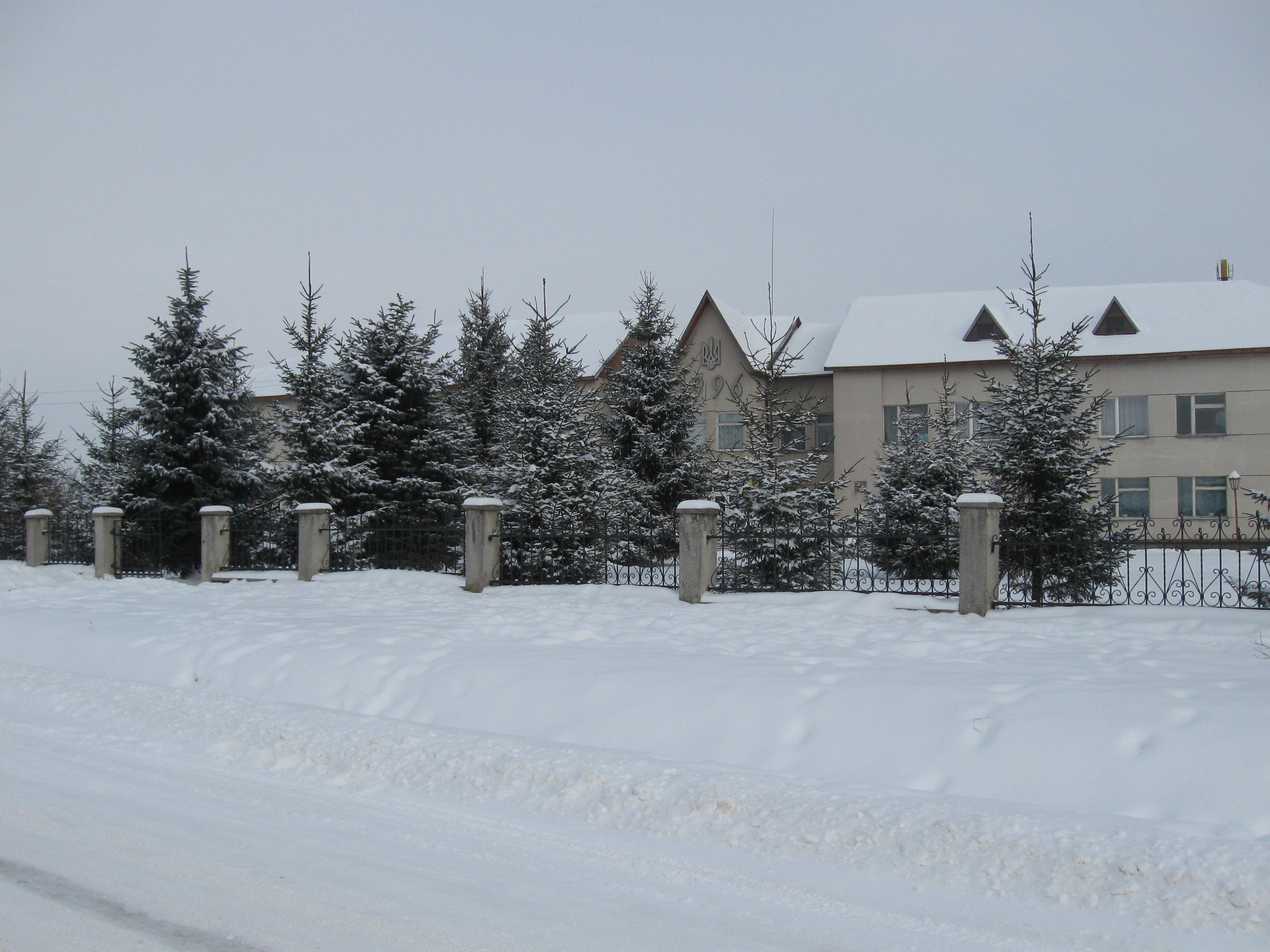
Школа
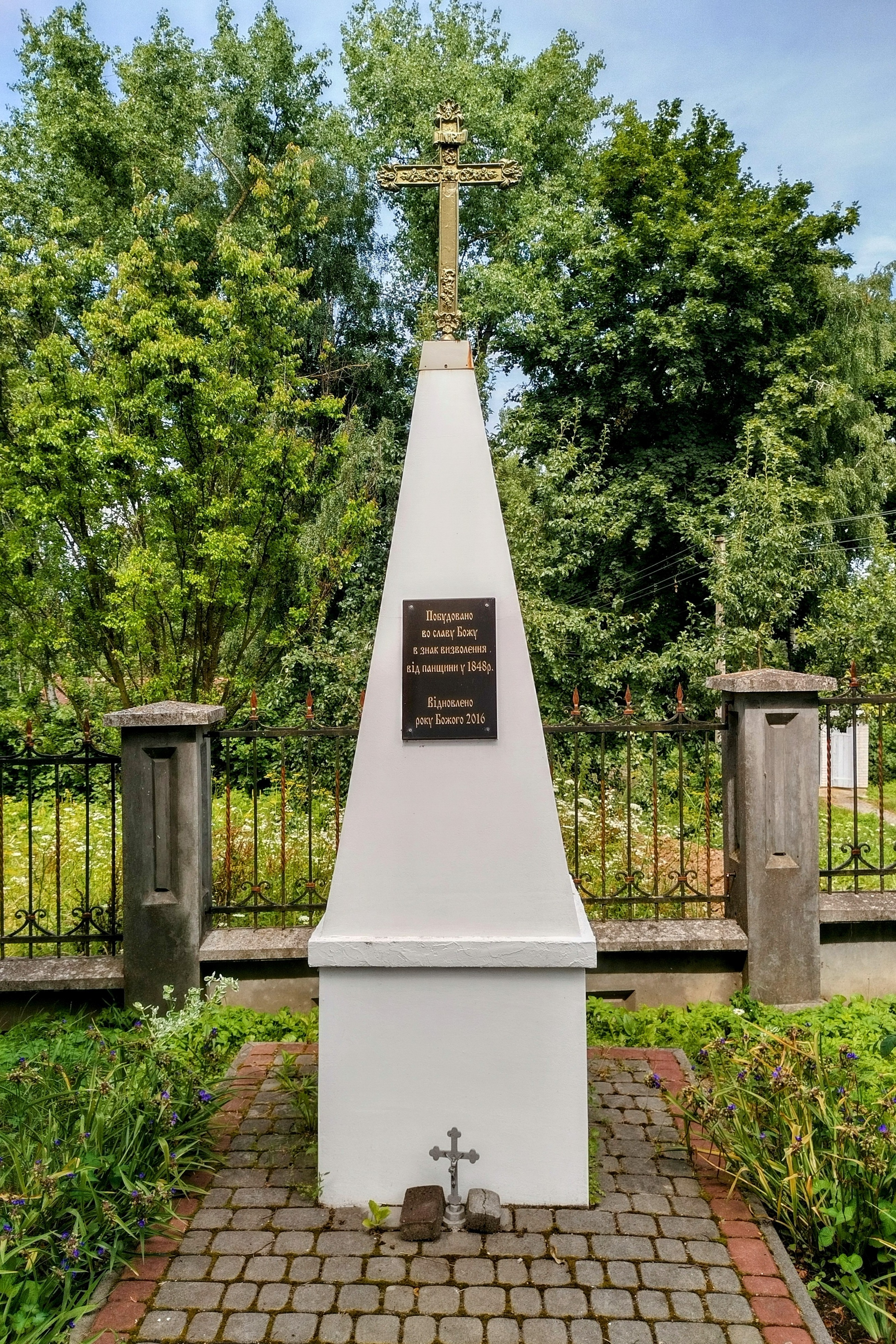
Пам'ятний знак визволення від панщини 1848 р.